# ویاچسلاو دوبرینین
ویاچسلاو گریگوری دوبرینین (ارمنی: Վյաչեսլավ Գրիգորի Դոբրինին؛ ‏انگلیسی: Vyacheslav Dobrynin؛ ‏۲۵ ژانویهٔ ۱۹۴۶ – ۱ اکتبر ۲۰۲۴) خواننده، آهنگساز و ترانه‌سرا اهل ارمنستان–روسیه بود.

## زندگی‌نامه
دوبرینین در سال ۱۹۴۶ از پدری ارمنی و مادری روس به دنیا آمد. در دانشگاه دولتی مسکو تحصیل کرد و در سال ۱۹۷۰ موفق به اخذ دیپلم «نظریه و تاریخنگاری هنر» شد. وی برندهٔ جوایزی همچون هنرمند مردمی روسیه شده است.